# Montalt (Dosrius)
El Montalt o Turó del Montalt és una muntanya de 596 m s. n. m. que forma un contrafort de la Serralada Litoral Catalana a la comarca del Maresme, entre la Serra del Corredor i el Montnegre. El cim del Montalt està repartit pels termes municipals de Sant Andreu de Llavaneres, Dosrius i Sant Vicenç de Montalt. És un dels cims més destacats de la comarca del Maresme.
A l'est del punt més alt, hi ha un vèrtex geodèsic de primer ordre (referència 297116001 de l'ICGC), que és on acostumen a arribar els excursionistes.
Aquest cim està inclòs a la llista dels 100 cims de la FEEC.

## Descripció
Aquest cim té una altitud de 596 m s. n. m. i està situat dins de la Serralada Litoral Catalana. Forma, conjuntament amb la serra del Corredor, el Massís del Corredor, connectats pel coll del Bruc i la creu de Rupit, enmig llisca la riera de Canyamars, tributària de la riera d'Argentona.
Aquesta muntanya està repartida pels termes municipals de Sant Andreu de Llavaneres al sud-oest, Dosrius al nord i Sant Vicenç de Montalt al sud-est.
Per arribar a dalt del turó cal deixar la pista forestal i agafar un dels tres corriols que arriben fins al cim, ja sigui des del Coll de la Ferradura, el Coll de Paietes o des de la Brolleta de Montalt. La pujada no presenta gaire dificultat fins al moment d'agafar els corriols, que presenten pedres que poden ser relliscoses si el terra és moll.
Un cop al cim, es pot trobar un vèrtex geodèsic sobre una llosa de pedra i una bústia on els excursionistes solen escriure el seu nom i la data d'ascens per deixar-ne constància. També es tradició porta un petit pessebre en temps de Nadal.